# Pietro Miliani

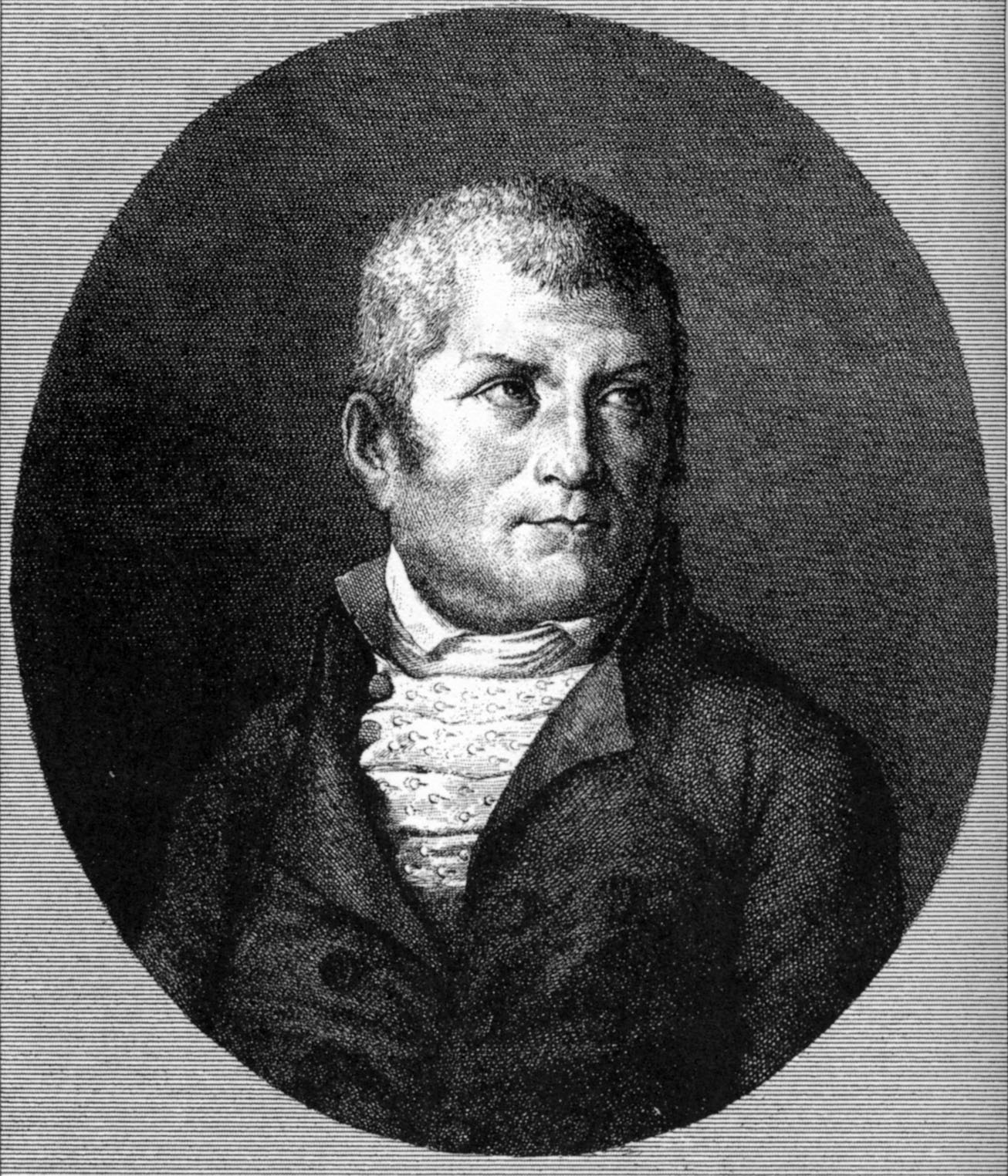
Pietro Miliani

Pietro Miliani (Fabriano, 22 aprile 1744 – Fabriano, 24 febbraio 1817) è stato un imprenditore italiano, fondatore delle storiche Cartiere Miliani Fabriano nel 1782.

## Biografia
Nato di modesta condizione, fu prima dipendente, poi conduttore ed infine proprietario di cartiere. Grazie alle sue capacità imprenditoriali e commerciali, riuscì a rilanciare sul mercato il prestigio della carta di Fabriano, dopo aver ottenuto in concessione dal conte Antonio Vallemani la direzione della cartiera. Ciò fu possibile anche e soprattutto in virtù dell'esperienza di cartaro, che gli consentì anzitutto di comprendere che il tempo della produzione in valchiera era ormai anacronistico e andava rifondato: si risolse pertanto a migliorare il prodotto e il processo tecnico per la fabbricazione della carta, perseguendolo con l'impiego di ingenti investimenti per il rinnovo delle attrezzature e l'utilizzo di moderni ritrovati.
Dopo aver compiuto numerosi esperimenti, riuscì a produrre la pregiata carta di Francia (o velina), particolarmente apprezzata da molti artisti; proprio queste innovazioni, apportate dal Miliani alle forme di fabbricazione di questo tipo di carta, vennero copiate in tutta Europa. Inoltre intrattenne e consolidò solide amicizie con numerosi artisti e tipografi, a cominciare da Giovanni Battista Bodoni..